# مزج ضوئي
المزج الضوئي هو تقنية لتوليد موجة مستمرة لأشعة التيراهيرتز باستخدام موجتين ضوئيتين مختلفتي التردد من جهازي ليزر. يُمزج فيضا الشعاعين ويركزان في بؤرة لمازج ضوئي فينتج عنهما إشعاع التيراهرتز.
عند وقوع الموجتين على مادة شبه موصلة، فإن الفرق بين هذين الترددين يقع في مجال التيراهيرتز.
سبب حدوث ذلك هو الطبيعة غير الخطية للمادة شبه الموصله وطبيعة المدة الزمنية القصيرة للالكترونات المهيجة عند امتصاصها لاحد الموجات.

## اقرأ أيضا
- مرشح أشعة تحت الحمراء
- كهروضوئيات
- أجهزة بصرية
- حمام الشمس
- مرشح استقطابي
- تباين (بصريات)